# Pentax K-50
Die Pentax K-50 ist eine kompakte digitale Spiegelreflexkamera des japanischen Herstellers Pentax, die am 12. Juni 2013 vorgestellt wurde. Sie ist gegen Spritzwasser, Staub und niedrige Temperaturen (bis −10 Grad Celsius) widerstandsfähig und verfügt über einen optischen Sucher mit Pentaprisma und 100 % Sucherbildfeld. Die K-50 hat einen maximalen Belichtungsindex von ISO 51200, eine minimale Verschlusszeit von 1/6000 s und eine Bildserienrate von maximal 6/s. An ihr und dem Schwestermodell K-500 lobten Rezensenten unter anderem das Preis-Leistungs-Verhältnis.

## K-500
Im Unterschied zur K-50 ist die Pentax K-500 nicht wetterfest, verfügt über keine elektronische Wasserwaage und keine visuelle Bestätigung erfolgreich fokussierter Fokuspunkte im Sucher. Sie ist nur in schwarz erhältlich und gilt als Budgetmodell.

## Nachweise
- http://www.dpreview.com/products/pentax/slrs/pentax_k50/specifications

1. ↑  Pentax K-50 im Test: Spiegelreflex für draußen. In: heise online. 16. August 2013, abgerufen am 7. September 2014.
2. ↑  Thomas Probst, Michael Ludwig: Test: Pentax K-50 (DSLR bis 1.000 Euro). Neuer Name, bekannte Technik. In: chip.de. 23. August 2013, abgerufen am 7. September 2014.
3. ↑  Moritz Wanke: Pentax K-500. In: chip.de. 11. September 2013, abgerufen am 7. September 2014.
4. ↑  Pentax K-50 und K-500: starke Mittelklasse- und Einsteiger-SLRs. In: fotoMAGAZIN. 13. Juni 2013, abgerufen am 7. September 2014.
5. ↑  Pentax K-500 Kompakttest. In: digitalkamera.de. 6. September 2013, abgerufen am 7. September 2014.